# Château de Moré
Le château de Moré se situe sur la commune de Morcenx, dans le département Français des Landes.

## Présentation
Le château de Moré était le siège d’une caverie de la baronnie de Brassenx. Il se présente sous la forme d'une bâtisse campagnarde doté d'une fenêtre à meneaux et d'une tour d'angle au toit aplati. 
Jean Duvignac, juge royal et avocat au parlement de Bordeaux, était seigneur de Mauré, en 1653. Cette petite seigneurie devient ensuite la propriété de Jean Luxcey, notaire royal en 1765 et rédacteur du « cahier de doléances » de Morcenx en 1789.